# 薩黑爾·西帕尼
薩黑爾·西帕尼（Sahil Sipani，1997年8月20日—），前印度男子羽毛球運動員，自2019年開始改為代表英格蘭參加國際賽事。

## 簡歷
2017年7月，薩黑爾·西帕尼以7號種子身份出戰貝寧羽毛球國際賽男子單打項目，在決賽中以2比0的成績（21-11、21-17）擊敗了奈及利亞選手Habeeb Temitope Bello，奪得個人羽球生涯中首個國際賽冠軍。

## 主要比賽成績
| 年份   | 賽事                   | 公開賽級別 | 項目     | 拍檔             | 成績   |
| ------ | ---------------------- | ---------- | -------- | ---------------- | ------ |
| 2017年 | 貝寧羽毛球國際賽       | 未來系列賽 | 男子單打 | －               | 冠軍   |
| 2017年 | 喀麥隆羽毛球國際賽     | 未來系列賽 | 男子單打 | －               | 亞軍   |
| 2019年 | 墨西哥羽毛球未來系列賽 | 未來系列賽 | 男子單打 | －               | 準決賽 |
| 2019年 | 聖多明哥羽毛球公開賽   | 國際系列賽 | 男子雙打 | Phone Pyae Naing | 準決賽 |

| 2007-2017年 | 首要超級賽 | 超級賽 | 黃金大獎賽 | 大獎賽 | 國際挑戰賽 | 國際系列賽 | 未來系列賽 | 其他 |

| 2018-2026年 | 總決賽 | 超級1000賽 | 超級750賽 | 超級500賽 | 超級300賽 | 超級100賽 | 國際挑戰賽 | 國際系列賽 | 未來系列賽 | 其他 |